# Massariovalsa
Massariovalsa es un género de hongos en la familia Melanconidaceae.